# Sindicatos de Trabajadores de la Enseñanza
La Confederación de Sindicatos de Trabajadoras y Trabajadores de la Enseñanza-Intersindical (también conocida como Confederación de STEs-Intersindical o simplemente STEs) es una organización sindical confederada española nacida del asamblearismo docente de la transición a la democracia. Actualmente es la primera en número de votos del sector de la enseñanza pública, según las últimas elecciones sindicales. En la enseñanza privada, está muy lejos de la primera, segunda y tercera central; FETE-UGT, FSIE y FE-CCOO, respectivamente[cita requerida]. STEs intersindical pertenece a la Confederación Intersindical, a la que pertenecen organizaciones de otros sectores.

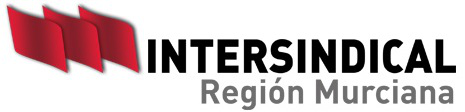
Logo del STE-Intersindical de la Región de Murcia

## Primeros años
Es necesario aclarar en primer lugar que tras los Pactos de la Moncloa la enseñanza pública en España mejoró ostensiblemente, tanto en calidad, como sobre todo en cantidad, consiguiéndose en los años siguientes la casi total escolarización y alfabetización de la población española.[cita requerida] Las personas negociadoras de estos pactos daban mayor importancia al incremento de plazas públicas escolares que a otros logros sociales debido a que en los años anteriores se había producido una gran movilidad social gracias al sistema público de enseñanza. Al ser España todavía un país en vías de desarrollo no existía en los 60 y primeros 70 el exceso de cualificaciones que existe en la actualidad en la mayoría de las sociedades occidentales por lo que la persona que conseguía acabar sus estudios tenía garantizado un trabajo bien remunerado.
Es en este contexto de aumento de expectativas laborales para los profesionales de la enseñanza en el que llega la libertad sindical a España. En 1976 un decreto de plantillas del gobierno de Arias Navarro fue el detonante para que se desencadenara una huelga de maestros que, iniciada en Pontevedra, fue extendiéndose por toda España al margen del sindicato vertical de maestros, el Servicio Español del Magisterio. Fundados los primeros sindicatos asamblearios de la enseñanza en 1977 se decide confederar las distintas asambleas provinciales de maestros para formar un sindicato unitario bajo el nombre de Unión Confederal de Sindicatos de Trabajadores de la Enseñanza (UCSTE). La UCSTE celebraría su primer congreso en enero de 1979 bajo el lema Hacia la escuela pública: por la unidad de los trabajadores de la enseñanza.

## La ruptura de los STEs
El segundo congreso de la UCSTE se celebraría ya en 1981. Por aquel entonces ya se adivinaban dos tendencias en el sindicato. Una más izquierdista y otra más moderada, cercana a las tesis de las Federaciones de enseñanza de CCOO y UGT y en un principio no beligerante con la política educativa del PSOE.
Tras este congreso, el ala más a la izquierda de los STEs comienza a actuar autónomamente no asumiendo los acuerdos de la mayoría confederal, y disponiendo de la sede de la Plaza de Tirso de Molina para sus actividades. La ruptura entre las dos facciones se consumaría dos años más tarde, celebrándose dos congresos por separado:
- UCSTE: mayoría confederal.
- STEC (Sindicatos de Trabajadores de la Enseñanza Confederados): el sector crítico.

## Reunificación
Tras los primeros años de gobierno socialista, el desengaño por la política educativa (se mantiene la enseñanza de la religión, no se crea el cuerpo único de enseñantes...) y los acuerdos en otras cuestiones sociales y políticas (referéndum de la OTAN, tibieza del PSOE sobre el aborto) hacen que ambos sindicatos comiencen a darse cuenta de que su espacio sindical sigue siendo muy similar y de que es necesaria la unificación para tener representatividad en todas las mesas de negociación con el Ministerio de Educación.
En enero de 1988 el Pleno de la UCSTE decide iniciar un proceso de acercamiento entre ambas organizaciones, firmándose poco después un protocolo de relaciones. A finales de año ambas facciones celebran algunos congresos regionales en los que invitan a delegadas y delegados de la otra organización.
El 21 de enero de 1989 se realizan las primeras conversaciones formales entre las cúpulas de ambas organizaciones. Finalmente del 1 al 3 de junio de 1990 se produce el proceso de unificación entre las dos organizaciones con el lema En la enseñanza tú decides, quedando denominado el nuevo sindicato como Confederación de STEs.
En 2003 celebran sus 25.º aniversario con la edición del libro Sindicalismo autónomo y asambleario en la enseñanza: 25 años y más.

## Los STEs en la actualidad
En la actualidad el modelo sindical que defienden los STEs cuenta con un buen número de afiliados y afiliadas. 
Los STEs han opuesto tanto a la LOCE como al anteproyecto de la LOE. Sobre esta última se muestran en desacuerdo en la reducción de horas de las asignaturas como Plástica en Secundaria por la introducción de Educación para la ciudadanía. Han pedido a través del Consejo Escolar que se denuncie y revise el concordato entre España y la Santa Sede para eliminar la obligatoriedad de ofrecer religión de los centros públicos.

## Organización y principios de actuación
- Los STEs se definen como una organización asamblearia, autónoma, unitaria, de clase y confederal.
- Debido a este modelo sindical no existe una cabeza visible o secretario general del sindicato. La dirección es colegiada por todos los miembros del Secretariado Confederal y sometida constantemente a control de los representantes de las organizaciones confederadas.
- Los sindicatos de algunas nacionalidades históricas de España (País Vasco y Cataluña) son sólo ligados con una carta de libre adhesión a la organización matriz, lo que les facilita la unidad de acción con centrales nacionalistas de esos territorios.
- Aunque se trata de un sindicato enfocado a las trabajadoras y trabajadores docentes de la enseñanza, su evolución posterior ha propiciado en algunas comunidades autónomas la creación de intersindicales dirigidas a trabajadores de otros ámbitos, especialmente dentro de la Función Pública de las respectivas comunidades autónomas. Tal es el caso de la Intersindical Valenciana, la Intersindical Canaria, la Intersindical Andaluza o la Candidatura Autònoma de Treballadors de l'Administració de Catalunya-Intersindical Alternativa de Catalunya (CATAC-IAC). Aunque se autodefinen como sindicato sociopolítico y de clase, la escasa o nula implantación en otros sectores hace que los STEs sean acusados con frecuencia de practicar un sindicalismo corporativo.
- La militancia en los STEs no es incompatible con la de otras organizaciones. En concreto muchos afiliados a STEs son miembros de los Movimientos de Renovación Pedagógica (MRPs).

## Implantación

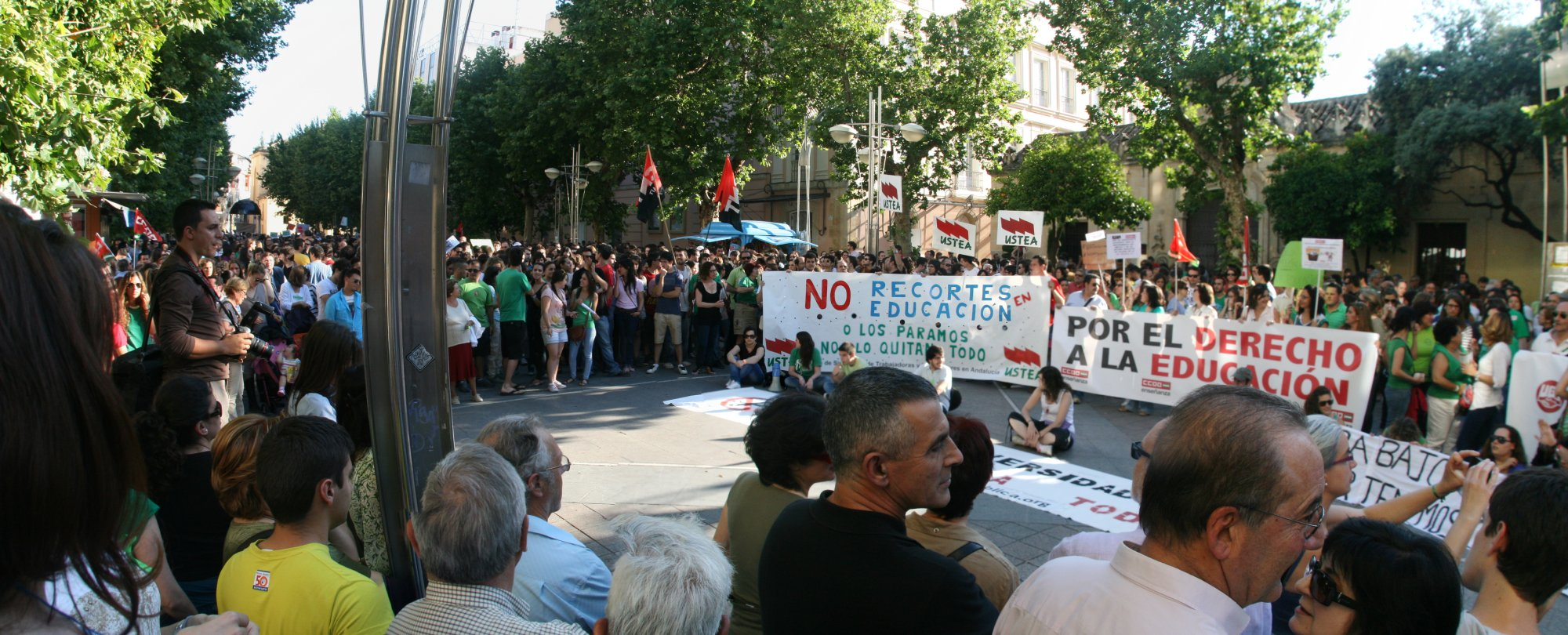
Concentración a favor de la educación pública. Andalucía. Pancartas de USTEA

- Concentración a favor de la educación pública. Andalucía. Pancartas de USTEAPor Comunidades Autónomas: tienen una fuerte presencia en casi todos los territorios del estado español, especialmente en País Vasco, Cataluña, Murcia, Comunidad Valenciana, Andalucía, Asturias, Castilla y León, Castilla-La Mancha, Cantabria, Melilla, Baleares y Canarias.[cita requerida]
- Por niveles de enseñanza: en sus inicios, STEs tuvo mucha afiliación entre el profesorado de Primaria, menor en el cuerpo de Secundaria, y muy poca implantación en el ámbito universitario. Sin embargo, esta distribución ha ido variado sustancialmente, y en la actualidad los STEs tiene implantación importante entre el profesorado de todos los niveles educativos. Su presencia siempre ha sido nula entre el profesorado de religión.
- Por titularidad de los centros: su presencia es mayor en la enseñanza pública que en la privada concertada (así se llama en España a la enseñanza privada subvencionada por el Estado) y en la privada (la que no recibe ningún tipo de fondo estatal).

## Relaciones internacionales
La Confederación de STEs es miembro fundador de la Internacional de la Educación Archivado el 11 de enero de 2019 en Wayback Machine. (IE) y del Comité Sindical Europeo de Educación (CSEE).

## Organizaciones territoriales
- Andalucía: Unión de Sindicatos de Trabajadoras y Trabajadores en Andalucía (USTEA).
- Aragón: Sindicato de Trabajadores de la Enseñanza de Aragón (STEA).
- Asturias: Sindicatu Unitariu y Autónomu de Trabayadores de la Enseñanza d'Asturies (SUATEA).
- Canarias: Sindicato de Trabajadoras y Trabajadores de la Enseñanza de Canarias-Intersindical Canaria (STEC-IC), Primera fuerza sindical en el ámbito educativo en la Comunidad Autónoma Canaria, integrada, como Federación de Enseñanza, en el seno de Intersindical Canaria - *STEC-IC
- Cantabria: Sindicato de Trabajadores de la Enseñanza de Cantabria (STEC).
- Castilla y León: Sindicato de Trabajadoras y Trabajadores de la Enseñanza de Castilla y León.- Primera fuerza sindical en el ámbito educativo no universitario (STECyL).
- Castilla-La Mancha: Sindicato de Trabajadoras y Trabajadores de la Enseñanza de Castilla-La Mancha Intersindical.- (STECLM-Intersindical).
- Cataluña: Unió de Sindicats de Treballadors de l'Ensenyament de Catalunya (USTEC).
- Ceuta: Sindicato de Trabajadoras y Trabajadores de la Enseñanza de Ceuta (STE Ceuta).
- Extremadura: Sindicato de Trabajadores y Trabajadoras de la Enseñanza de Extremadura (STE-Ex Archivado el 1 de diciembre de 2017 en Wayback Machine.)
- Galicia: Sindicato dos Traballadores do Ensino Galego (STEG).
- Islas Baleares: Sindicato de trabajadoras y trabajadores de la enseñanza - intersindical de las Islas Baleares.- Primera fuerza sindical en el ámbito educativo (Pública, Privada, Privada concertada, Universidad) (STEI-i).
- Región de Murcia: Sindicato de los Trabajadoras y Trabajadores de la Enseñanza de la Región de Murcia (STERM) Sindicato perteneciente a Intersindical Región Murciana.
- Melilla: Sindicato Autónomo de los Trabajadoras y Trabajadores de la Enseñanza de Melilla. Primera fuerza sindical en el ámbito educativo no universitario(SATE-STEs).
- Madrid: Sindicato de Trabajadoras y Trabajadores de la Enseñanza de Madrid (STEM).
- La Rioja: Sindicato de Trabajadoras y Trabajadores de la Enseñanza de La Rioja (STE Rioja).
- Comunidad Valenciana: Sindicat de Treballadors de l'Ensenyament del País Valencià-Intersindical Valenciana (STEPV, confederada con la STAPV-I, que es la primera fuerza de la función pública valenciana).
- País Vasco y Navarra: Sindicato de Trabajadores de la Enseñanza de Euskadi-Euskalherriko Irakaskuntzako Langileen Sindikatua (STEE-EILAS). Sindicato independiente, no pertenece a la Confederación, sino que mantiene con ella una carta de relaciones.